# Ley de Seguridad Cotidiana
La ley francesa conocida como Ley de Seguridad Cotidiana (en francés: Loi sur la Sécurité Quotidienne,  LSQ) trata sobre la seguridad civil, y fue votada el 15 de noviembre de 2001 bajo proposición del gobierno de Lionel Jospin, solamente dos meses después de los atentados del 11 de septiembre de 2001. Se trata de un « paquete legislativo » que reagrupa textos que refieren a diversos medios de lucha contra el terrorismo así como contra el tráfico ilegal (particularmente el de armas), contra perjuicios e inconvenientes sociales, y contra la incivilidad. La LSQ cubre también los aspectos monetarios y financieros, reforzando la seguridad de los medios de pago, y estableciendo todo un abanico de herramientas de lucha contra las actividades ilegales, utilizando las nuevas tecnologías. Además, contempla la creación del Institut National de Police Scientifique −INPS− (artículo 58) así como la creación de un Fichier National Automatisé des Empreintes Génétiques −FNAEG− (artículo 56), y hace pasible de prisión a quien en determinadas circunstancias rehúse hacerse un examen de ADN (perfil genético).

## LSQ versus Tráfico y Terrorismo
Los atentados del 11 de septiembre de 2001 pusieron en evidencia muchas fallas en la seguridad de los aeropuertos. La LSQ refuerza los poderes de los agentes de seguridad, ya sean ellos agentes de la policía judicial o de seguridad privada. En efecto, a condición de ser habilitados por un representante estatal, y después de informada a la persona sospechada, podrían proceder a la inspección de su equipaje así como al registro del propio cuerpo de la persona y de sus ropas. Estas disposiciones también podrían extenderse a zonas portuarias y a recintos donde se maneja dinero o se transportan caudales.

## LSQ y las nuevas tecnologías
En el contexto de la generalización de Internet, la ley contempla los actos de utilización potencial criminal que podrían ser hechos sobre la base de lo que podrían permitir las tecnologías emergentes en un futuro, especialmente en lo que concierne a las comunicaciones.
Es así como la LSQ contempla, en el Código de Procedimiento Penal y bajo el título « De la mise au clair des données chiffrées nécessaires à la manifestation de la vérité », la posibilidad de solicitar el descifrado de informaciones encriptadas, incluso las referidas a los negocios más sensibles e importantes, e incluso las cuestiones sometidas a « secretos de Estado y de la defensa nacional », o sea, las fuerzas armadas y el propio servicio secreto nacional o militar.
Por otra parte y en el marco de la confidenciabilidad del correo y de la mensajería, la LSQ impone a los responsables que ofrecen servicios de criptografía, de proporcionar a las autoridades los correspondientes algoritmos de cifrado. 
Las instituciones de defensa de la libertad de expresión, han denunciado los excesos de esta ley, que vulnera la confidenciabilidad de los intercambios profesionales y privados.